# Funeral Dress
I Funeral Dress sono una band hardcore punk formata in Belgio nel 1985.

## Formazione
- Dirk - voce
- Strum - chitarra, voce
- Ivo - chitarra
- Stefke - basso
- Joost - batteria

## Discografia
- 1990 - Free Beer for the Punx (Funeral Records)
- 1992 - Punk Is Still Alive (Funeral Records)
- 1994 - Songs 'Bout Sex & Beer & Punkrock (Funeral Records)
- 1995 - History of Funeral Dress (Mad Butcher Records)
- 1996 - Singalong Pogo Punk (Nasty Vinyl)
- 1998 - Totally Dressed (Step-1 Music)
- 1999 - Punk Live & Loud (Punkcore Records)
- 2000 - Party Political Bullshit (SOS Records)
- 2003 - A Way of Life (SOS Records)
- 2005 - Come on Follow (SOS Records)
- 2006 - 20 Years of Punk Rock (SOS Records)
- 2006 - Hello from the Underground (Funeral Records)
- 2009 - Global Warning